# Estadio Gran Canaria
Estadio Gran Canaria – wielofunkcyjny stadion zlokalizowany w Las Palmas de Gran Canaria na Wyspach Kanaryjskich w Hiszpanii. Od 2003 roku mecze piłkarskie w roli gospodarza na tym obiekcie rozgrywa miejscowy UD Las Palmas oraz reprezentacja narodowa (wybrane mecze). Wcześniej drużyna Las Palmas rozgrywała mecze domowe na Estadio Insular.
Jest to stadion wielofunkcyjny, na którym oprócz meczów piłkarskich rozgrywane są m.in. zawody lekkoatletyczne, jak również organizowane są widowiska rozrywkowe.

## Historia
Inauguracja obiektu miała miejsce 8 maja 2003 roku. Rozegrano wtedy mecz towarzyski pomiędzy UD Las Palmas a belgijskim Anderlechtem, wygrany przez gospodarzy 2–1. Zdobywcą pierwszej bramki na tym stadionie został Rubén Castro. 
Jest to największy obiekt sportowy na Wyspach Kanaryjskich (choć nie jest to największy pod względem powierzchni boiska), jego pojemność wynosi 32 400 miejsc.

## Mecze międzynarodowe

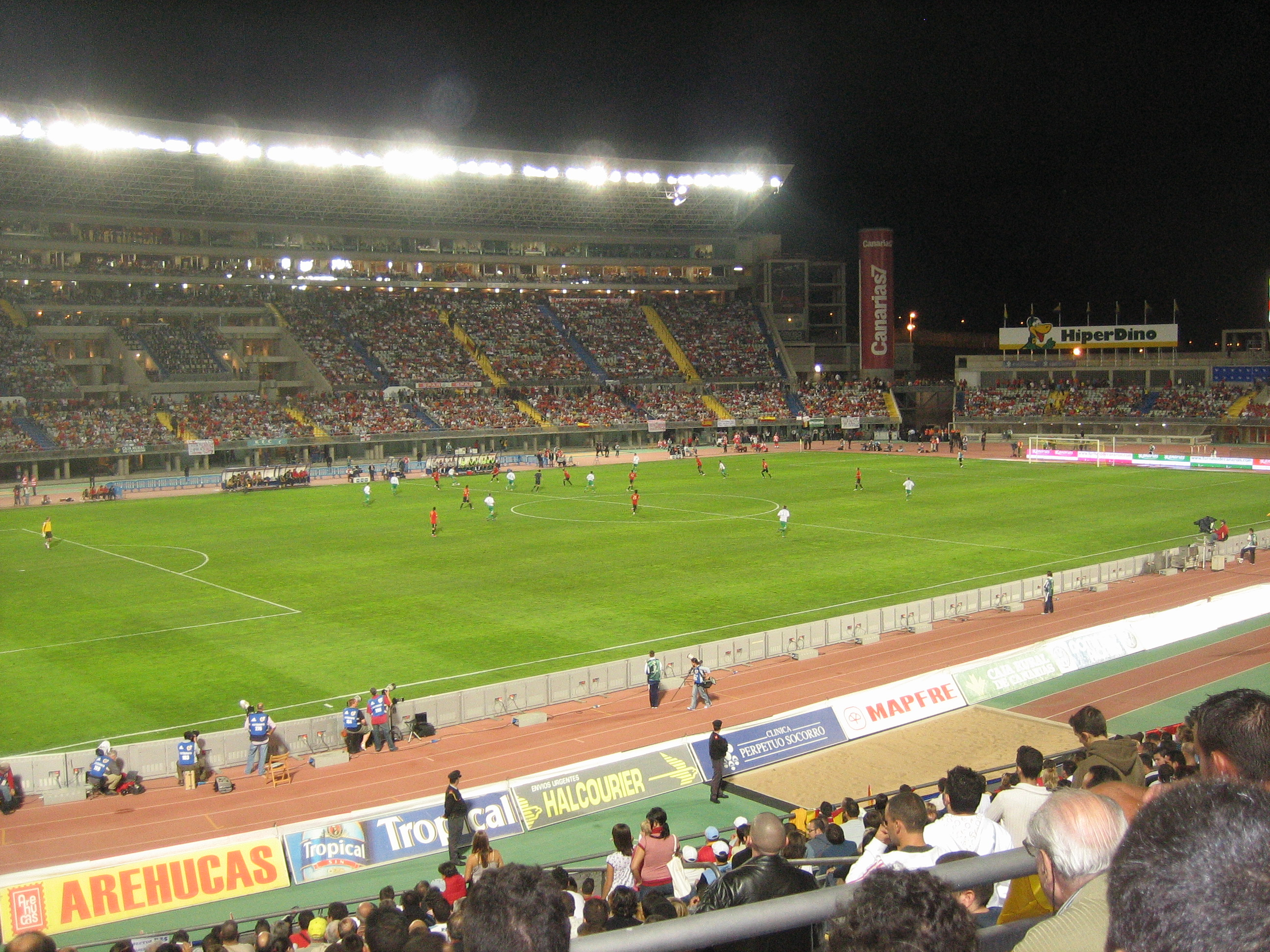
Mecz Hiszpania–Irlandia Północna, 21 listopada 2007

### Mecze reprezentacji Hiszpanii
| Data              | Przeciwnik           | Wynik | Ranga spotkania              |
| ----------------- | -------------------- | ----- | ---------------------------- |
| 18 sierpnia 2004  | Wenezuela            | 3–2   | mecz towarzyski              |
| 21 listopada 2007 | Irlandia Północna    | 1–0   | eliminacje do UEFA Euro 2008 |
| 18 listopada 2018 | Bośnia i Hercegowina | 1–0   | mecz towarzyski              |